# LasVegas (Film)
LasVegas ist ein Filmdrama von Kolja Malik. Der Film handelt von einem jungen Modedesigner, gespielt von Tim-Fabian Hoffmann, der sich aus dem Klammergriff seiner Familie zu lösen versucht. Die Premiere des Films erfolgte im April 2023 beim Achtung Berlin Filmfestival. Der Kinostart in Deutschland erfolgte im Januar 2024.

## Handlung
Der junge, aufstrebende Modedesigner Tristan möchte karrieretechnisch endlich durchstarten. Er sehnt sich nach Freiheit, müsste sich dafür jedoch endlich aus dem Klammergriff seiner Familie lösen. Sein Ex-Freund und Geschäftspartner Frank und auch sein Vater Hermann von Lossberg drängen sich mit Geld und erdrückender Fürsorglichkeit in sein Leben.
Tristan arbeitet gerade an seiner ersten eigenen Kollektion, als plötzlich Sunny in sein Leben platzt. Der lebt nach eigenen Regeln und verkörpert für Tristan alles, was Freiheit sein könnte. Sunny ist ein durchgeknallter Travestie- und Lebenskünstler und will Liebe für immer und Tristan am liebsten sofort heiraten. Am schnellsten und unkompliziertesten ist dies in Las Vegas möglich.

## Produktion

### Filmstab und Besetzung

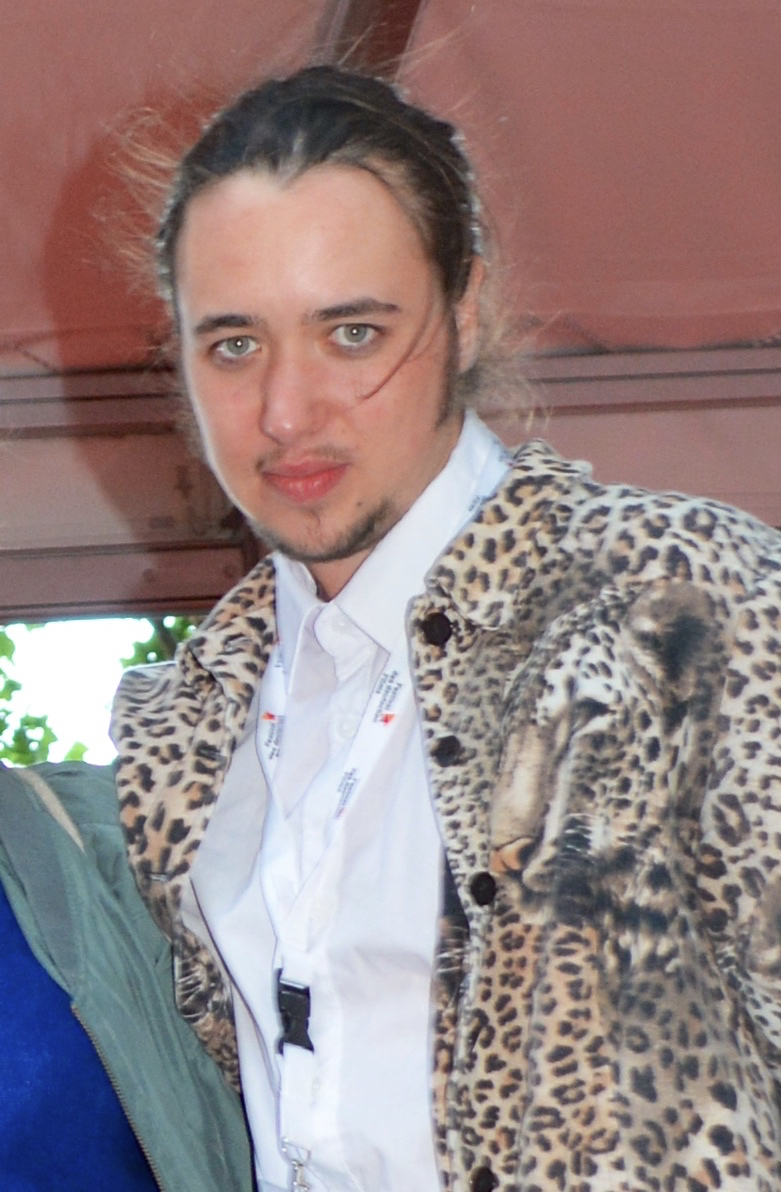
Regie führte Kolja Malik

Regie führte Kolja Malik, der auch das Drehbuch schrieb. Es handelt sich nach Und am Ende sind alle allein von 2015 um seinen zweiten Spielfilm. „Zum einen ist LasVegas für mich der Versuch, den Ursprung von Gewalt zu verstehen. Zum anderen wollte ich den zugrunde liegenden Kriminalfall nicht als Kriminalfall erzählen, sondern als eskapistische Liebesgeschichte“, so der Absolvent der Filmakademie Baden-Württemberg über seinen Film.
Tim-Fabian Hoffmann spielt Tristan, Daniel Roth den Stricher und Dragqueen Sunny. Hoffmann war bereits in Desire Will Set You Free von Yony Leyser und Lichter der Stadt von Malte Wirtz in Hauptrollen zu sehen. Für Roth handelt es sich um die erste Hauptrolle. Robert Stadlober spielt Tristans Ex-Freund Frank und Thomas Thieme seinen Vater Hermann von Lossberg. Nastassja Kinski spielt Ilse von Lossberg. In weiteren Rollen sind Lana Cooper als Liv, Sven Henninges als Marylin, Julia Malik, die Schwester des Regisseurs, als Brunhild, Franziska Ponitz als Nena und Alex Czerwinski in der Rolle eines Taxifahrers zu sehen.

### Filmförderung und Dreharbeiten
Der Film erhielt von der Beauftragten der Bundesregierung für Kultur und Medien  eine Förderung in Höhe von 300.000 Euro, vom Deutschen Filmförderfonds eine Produktionsförderung in Höhe von 234.080 Euro und von der Nordmedia – Film- und Mediengesellschaft Niedersachsen/Bremen mbH in Höhe von 150.000 Euro. Weiter förderte das Kuratorium junger deutscher Film LasVegas mit 50.000 Euro.
Nachdem es wegen des coronabedingten Lockdowns zu einer Verschiebung gekommen war, wurden die Dreharbeiten am 6. August 2020 in Hannover begonnen. Weitere Aufnahmen entstanden in Hildesheim und im Pattensener Ortsteils Koldingen. Auch in Diekholzen, Lehrte, Laatzen, Cuxhaven, Potsdam und Berlin waren Aufnahmen geplant. Als Kamerafrau fungierte Jieun Yi.

### Filmmusik und Veröffentlichung
Die Filmmusik komponierte die in Berlin tätige Charlotte Brandi. Mit ihr arbeitete Malik bereits für seinen Kurzfilm Storkow Kalifornia zusammen.
Die Premiere des Films erfolgte am 14. April 2023 beim Achtung Berlin Filmfestival. Ende April 2023 wurde er beim OUTshine Film Festival gezeigt. Im Juni 2023 wurde er beim Internationalen Filmfest Emden-Norderney vorgestellt. Im November 2023 wurde er beim Wiesbadener Exground Filmfest gezeigt. Der Kinostart in Deutschland erfolgte am 18. Januar 2024.

## Rezeption

### Kritiken
Gaby Sikorski, Filmkorrespondentin der Gilde deutscher Filmkunsttheater, schreibt in ihrer Kritik, Kolja Maliks Debütfilm, ein modernes, sehr emotionales Melodram, überzeuge auf Anhieb, weil er eine sehr eigene Erzählweise gefunden habe bei der die Emotionen ganz offen im Mittelpunkt stehen. Er folge den Gefühlen seines Protagonisten und lasse den Zuschauer mitfiebern. Vor allem die unbedachten Entscheidungen, die Tristan trifft, seien der Motor des Films. Auch wenn es sicherlich keine leichte Aufgabe sei gegen Daniel Roth anzuspielen, der die Flamboyanz, die Faszination und den Fatalismus, die in Sunny stecken, geradezu vibrierend verkörpere, bestehe sie Tim-Fabian Hoffmann mit Bravour. Sikorski resümiert, große Darstellkunst, eine mutige Regie und eine spannende, berührende Geschichte sorgten hier für großes Gefühlskino.

### Auszeichnungen
Achtung Berlin Filmfestival 2023
- Nominierung im Wettbewerb Spielfilm[8]

Exground Filmfest 2023
- Auszeichnung mit dem „Brett“ als Bester Film in der Reihe „Made in Germany“[12]

Internationales Filmfest Emden-Norderney 2023
- Nominierung für den NDR-Filmpreis
- Nominierung für den Creative Energy Award
- Nominierung für den NDR-Newcomer-Award[3][13]